# Hviding Sogn
Hviding Sogn er et sogn i Ribe Domprovsti (Ribe Stift).
Hviding Sogn hørte til Hviding Herred i Tønder Amt. Hviding sognekommune blev ved kommunalreformen i 1970 indlemmet i Ribe Kommune, der ved strukturreformen i 2007 indgik i Esbjerg Kommune.
I Hviding Sogn ligger Hviding Kirke.
I sognet findes følgende autoriserede stednavne:
- Enderup (bebyggelse)
- Enderup Mark (bebyggelse)
- Hviding (bebyggelse, ejerlav)
- Høgsbro (bebyggelse)
- Lundsmark (bebyggelse)
- Lundsmark Hede (bebyggelse)
- Råhede (bebyggelse)
- Råhede Mark (bebyggelse)

## Afstemningsresultat
Folkeafstemningen ved Genforeningen i 1920 gav i Hviding Sogn 347 stemmer for Danmark, 70 for Tyskland. Af vælgerne var 118 tilrejst fra Danmark, 45 fra Tyskland. 